# Hadrien
Pour les articles homonymes, voir Adrien.
Publius Aelius Hadrianus dit Hadrien (Imperator Cæsar Traianus Hadrianus Augustus, en latin), né le 24 janvier 76 à Italica (près de Séville) et mort le 10 juillet 138 à Baïes, est un empereur romain de la dynastie des Antonins. Il succède à Trajan en 117 et règne jusqu'à sa mort en 138.
Empereur lettré, poète et philosophe, il rompt avec la politique expansionniste de son prédécesseur, s'attachant à pacifier et à structurer administrativement l'Empire romain tout en consolidant des frontières parfois poreuses. En 122, il fait bâtir le mur d'Hadrien pour marquer la limite du nord de la Bretagne romaine.
Au cours de son règne, il visite quasiment toutes les provinces de l'Empire, encourageant le développement de la culture et subventionnant personnellement plusieurs projets. À Rome, il fait entièrement reconstruire le Panthéon et bâtit le temple de Vénus et de Rome. Fervent admirateur de la Grèce et cherchant à faire d'Athènes la capitale culturelle de l'Empire, il y ordonne la construction de nombreux temples opulents. Sa relation avec le jeune Antinoüs et la mort prématurée de celui-ci conduisent Hadrien à fonder Antinoupolis sur les rives du Nil.
Les dernières années d'Hadrien sont marquées par la maladie. Il vit la révolte de Bar Kokhba comme l'échec de son idéal panhellénique, et fait exécuter plusieurs sénateurs. Ne parvenant pas à avoir d'enfant avec son épouse Sabine, il adopte Antonin le Pieux en 138 et le nomme héritier de l'Empire. Hadrien meurt la même année à Baïes, Antonin le faisant postérieurement diviniser malgré l'opposition du Sénat.
Les sources antiques le décrivent comme énigmatique et contradictoire, capable à la fois d'une grande générosité personnelle et d'une extrême cruauté, poussé par une curiosité insatiable ainsi que par une ambition sans limites.

## Sources
Les principales sources sur sa vie et son règne sont les Vies des Césars du sénateur Marius Maximus et l’Histoire de Rome de Dion Cassius. Tous deux écrivent au début du IIIe siècle, soit environ un siècle après le règne d'Hadrien. La première œuvre, rédigée à la suite de la Vie des douze Césars de Suétone, est aujourd'hui disparue ; elle est abondamment reprise, sous une forme très condensée, par la Vie d'Hadrien du pseudo-auteur Spartien qui ouvre l’Histoire Auguste. Celui-ci évoque aussi une Autobiographie, mémoires qu'aurait rédigés Hadrien à la fin de sa vie, mentionnés par Dion Cassius, mais dont il ne reste pas de trace.
Le livre 69 de Dion Cassius, qui traite du règne d'Hadrien, n'a survécu que par des fragments et un abrégé byzantin. 

## Jeunesse

### Famille
Hadrien naît à Rome ou Italica (Espagne) le neuvième jour des calendes de février, sous le septième consulat de Vespasien et le cinquième de Titus, c'est-à-dire le 24 janvier 76. Il est le fils de Domitia Paulina ou Domitia Paulina Major et de Publius Aelius Hadrianus Afer, cousin germain de Trajan, devenu sénateur après avoir été préteur. Il a une sœur aînée, Aelia Domitia Paulina ou Domitia Paulina Minor.
Sa mère est originaire de Gadès (actuelle Cadix), la plus ancienne cité d'Espagne ; on peut conjecturer que sa famille, d'origine punique, a reçu la citoyenneté grâce à la gens Domitia. La famille de son père est originaire d'Hadria en Picénum. L'un de ses ancêtres fait partie des soldats blessés ou malades que P. Cornelius Scipio laisse en Bétique (Espagne du Sud) en 206 av. J.-C., à la fin de la deuxième guerre punique, et qui fondent la colonie d'Italica. Les Ælii sont l'une des principales familles romaines d'Espagne et ont compté dans leurs rangs un sénateur. Le père d'Hadrien est par ailleurs, par sa mère, le cousin germain du futur empereur Trajan.

### Enfance
Son enfance est mal connue. Son père meurt à l'âge de 40 ans, alors qu'Hadrien est âgé de 10 ans. L'enfant est confié à deux tuteurs : le cousin germain de son père, Trajan, qui n'avait pas d'enfant, et un chevalier romain, P. Acilius Attianus, futur préfet du prétoire à la fin du règne de Trajan. Il a peut-être pour pédagogue le grammairien Q. Terentius Scaurus. En tout cas, il étudie les lettres grecques avec beaucoup de passion, s'attirant le surnom Græculus, « petit Grec ».
En 90, Hadrien effectue un bref séjour à Italica, sans doute pour inspecter les domaines familiaux après avoir assumé la toge virile. L’Histoire Auguste indique qu'il « rejoint aussitôt le service », mais compte tenu de son âge à l'époque, 14 ans, il s'agit plus probablement d'une brigade (collegium) de jeunes gens de bonne famille (juvenes). À la même époque, il se prend de passion pour la chasse, au point que Trajan doit le faire rappeler. Celui-ci est nommé la même année consul ordinaire, ce qui le place au deuxième rang derrière l'empereur ; l’Histoire Auguste précise qu'il considère alors Hadrien « comme son fils ». Rentré à Rome, le jeune homme poursuit ses études de rhétorique.

### Débuts

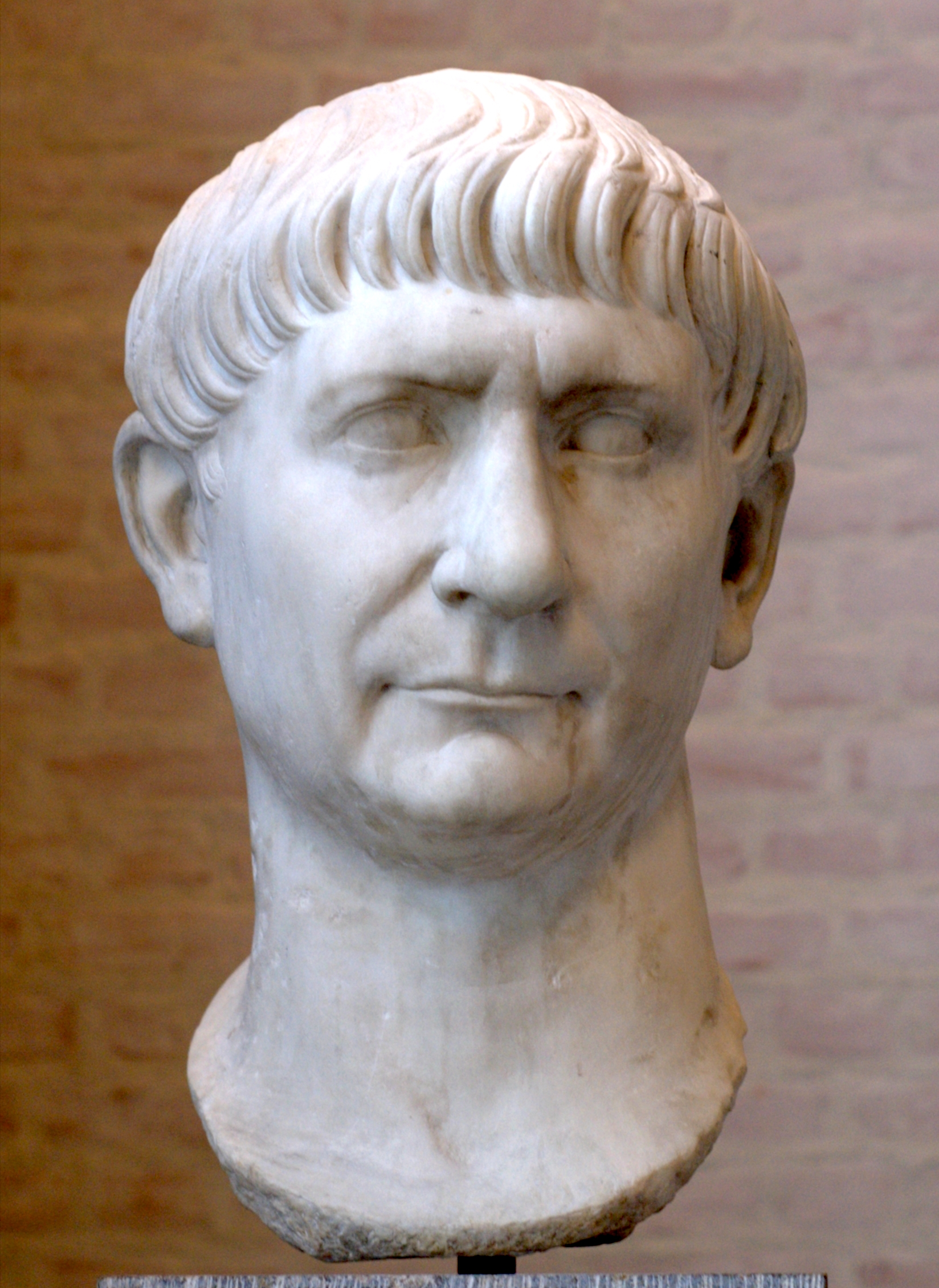
Tête de Trajan, glyptothèque de Munich.

Hadrien assume sa première magistrature en 94 : il rejoint les décemvirs chargés des litiges mineurs (decemviri stlitibus judicandis), qui forment un collège du vigintivirat. La charge, peu exigeante, constitue cependant une initiation à la vie publique, et le premier échelon de la carrière sénatoriale. La même année, Hadrien assume deux autres charges honorifiques : il est préfet des Féries latines et sevir turmæ equitum Romanorum, c'est-à-dire chargé de mener l'un des six escadrons (turmæ) lors de la cavalcade annuelle des chevaliers romains (transvectio equitum).
L'année suivante, Hadrien effectue son service militaire en tant que tribun laticlave de la légion II Adiutrix, stationnée à Aquincus (Budapest), dont le rôle est de protéger l'Empire contre les Sarmates. En 96, à l'issue de son année de service, il est de nouveau appointé comme tribun militaire, cette fois dans la légion V Macedonica en Basse-Mésie. Quelques semaines plus tard, l'empereur Domitien est assassiné ; Nerva lui succède immédiatement. Un an après, ce dernier adopte Trajan. Grâce à son lien de parenté, Hadrien est choisi pour porter au nouveau César, alors gouverneur de Germanie supérieure, les félicitations de l'armée de Basse-Mésie. Arrivé en Germanie, Hadrien obtient un troisième tribunat, fait exceptionnel qui s'explique probablement par sa position particulière : il est le plus proche parent mâle de l'héritier du trône. Il se retrouve sous l'autorité du mari de sa sœur, Julius Servianus, avec lequel il a de mauvaises relations.
Le 27 janvier 98, Nerva meurt. Trajan est déclaré empereur dès le lendemain. Hadrien est choisi pour apporter la nouvelle à son oncle, qui séjourne alors à Cologne, et demeure à ses côtés. Il accompagne ensuite la cour impériale à Rome. L’Histoire Auguste note qu'il entre alors en conflit avec les pédagogues des pages impériaux ; sachant que Trajan est grand amateur de jeunes garçons, on ne peut qu'en déduire qu'Hadrien les a lui-même approchés d'un peu trop près. Inquiet, Hadrien recourt aux « sorts virgiliens », consistant à tirer au hasard d'un récipient une des tablettes portant un ou des vers de l’Énéide. Il tombe sur les vers 808-811 du sixième livre, évoquant le roi Numa Pompilius :

« Qui donc est celui-là, au loin, qui se distingue par ses rameaux d'olivier,

et portant des objets sacrés ? Je reconnais les cheveux et la barbe blanche

du roi romain qui fera de notre ville la première ville fondée sur des lois,

lui, envoyé de l'humble Cures et d'une pauvre terre dans un vaste empire. »

Selon l’Histoire Auguste, Hadrien avait déjà consulté lors de son tribunat en Mésie un astrologue (mathematicus), qui avait confirmé la prédiction de son grand-oncle selon lequel il deviendrait empereur. À la même époque que les sorts virgiliens, il interroge l'oracle du temple de Zeus à Antioche, qui lui prédit de même un avenir impérial. Selon André Chastagnol, ces tirages de sorts virgiliens sont une fabulation de l'auteur de l'Histoire Auguste, qui en mentionne dans diverses vies d'empereur.

### Carrière sénatoriale

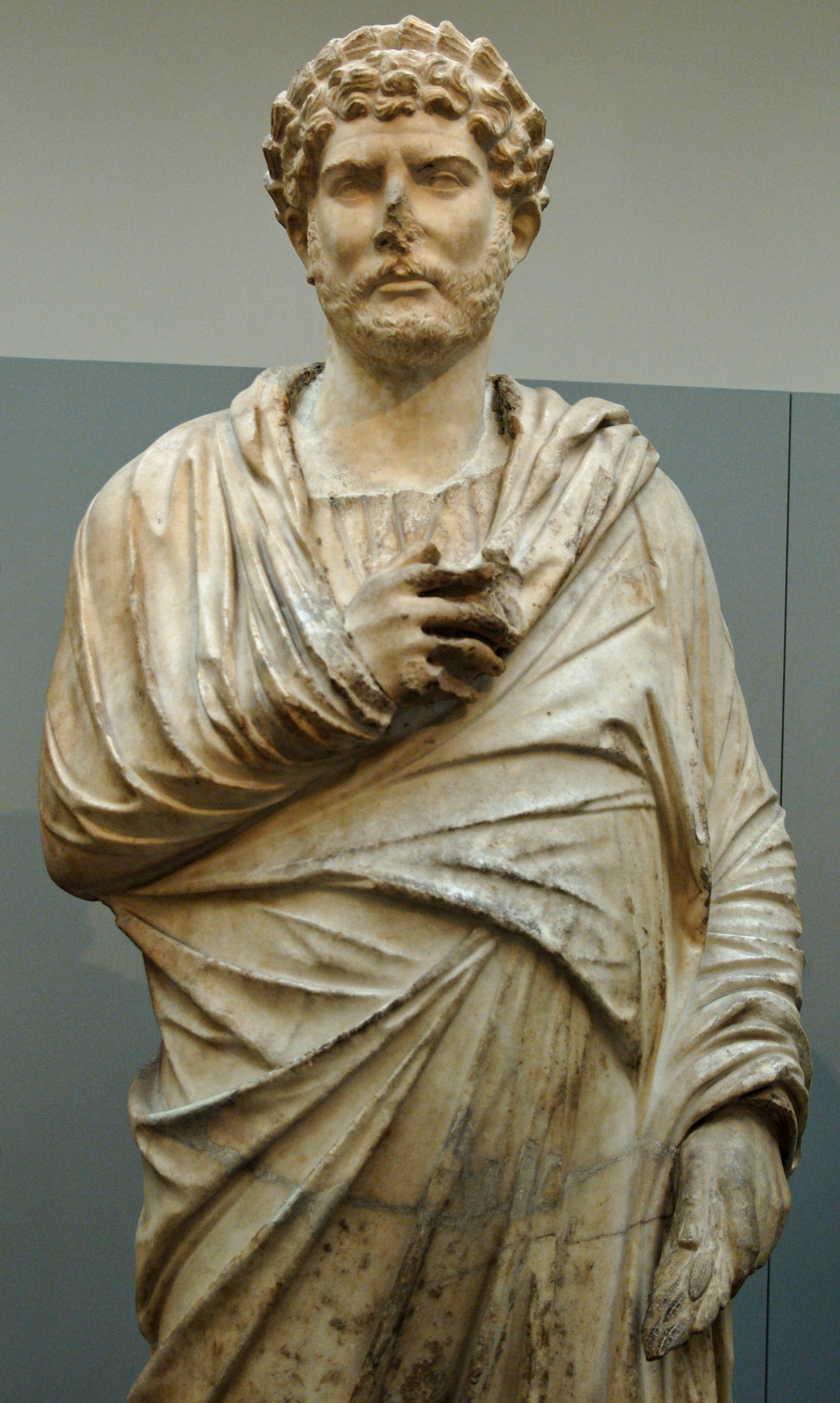
Portrait d'Hadrien en vêtements grecs provenant du temple d'Apollon à Cyrène, 117-125, British Museum.

Hadrien finit par regagner la faveur de Trajan. À l'instigation de l'impératrice Plotine, il épouse la petite-nièce de ce dernier, Vibia Sabina. Elle est alors âgée de 14 ans environ ; lui-même en a 24. La même année, il devient questeur. À cette date, il est peut-être déjà membre de deux collèges sacerdotaux, les septemviri epulonum et les Sodales Augustales, dont les membres sont directement choisis par l'empereur, sur proposition des autres membres. En tant que questeur, Hadrien doit lire les discours de Trajan en son absence. L’Histoire Auguste rapporte à ce sujet que son « accent un peu provincial » excite les rires à l'assemblée, ce qui paraît un peu curieux attendu qu'Hadrien a passé relativement peu de temps en Espagne. Quoi qu'il en soit, le jeune homme redouble d'efforts dans l'étude du latin, mais aussi du grec ; il assiste notamment aux conférences d'Isée le sophiste, qui enchante Pline par sa connaissance de l'ionien-attique.
En 101, Trajan part en campagne contre les Daces et emmène avec lui Hadrien comme membre de son état-major (comes Augusti). L'année suivante, Hadrien rentre à Rome où il devient tribun de la plèbe, ce qui témoigne du fait qu'il n'a pas été élevé au rang de patricien. Son tribunat, tenu pour la plus grande part in absentia du fait du conflit avec les Daces, ne se signale par aucun événement particulier. En 104, il est nommé préteur, plus d'un an avant l'âge minimal, fixé à 30 ans. Là encore, sa préture ne donne lieu à aucune action d'éclat. La même année, Trajan repart en guerre contre les Daces et confie à Hadrien le commandement de la légion I Minervia, stationnée non loin de Colonia Agrippinensis (Cologne).
Cette deuxième campagne s'achève par le succès et la création de la Dacie comme province romaine. L’Histoire Auguste note qu'Hadrien s'est signalé par « un grand nombre d'actions d'éclat » ; il est effectivement décoré (dona militaria) par Trajan pour faits d'armes durant les deux expéditions, sans que l'on sache de quoi il s'agit exactement. À l'issue du conflit, la province de Pannonie est divisée en deux, Pannonie supérieure et Pannonie inférieure. Le 11 juin 106, Hadrien est nommé gouverneur de cette dernière, la plus petite, et occupe en même temps le poste de légat de la légion II Adiutrix, dans laquelle il avait effectué son service militaire. À ce poste, il est chargé de contenir les ambitions des Sarmates, ennemis récurrents de Rome. Il s'attache à maintenir la discipline militaire et, selon l’Histoire Auguste, « réprime les prétentions et l'audace des procurateurs », deux politiques qu'il poursuivra en tant qu'empereur.
En 108, conséquence logique de son poste de gouverneur, Hadrien est nommé consul suffect à l'âge de 32 ans, soit 10 ans environ avant la plupart des plébéiens arrivant à cet office. Il est également chargé par Trajan de composer les discours impériaux. Cette marque d'honneur et d'amitié en fait un véritable dauphin. On sait peu de choses de ses occupations jusqu'en 112, année durant laquelle il voyage en Grèce et notamment à Athènes : il accepte la citoyenneté athénienne et est enrôlé dans le dème de Besa. Il est également élu archonte éponyme ; sa statue est érigée près du théâtre de Dionysos, portant une inscription honorifique en grec et un rappel en latin de sa carrière.
En 113, Hadrien est nommé légat dans le cadre de la guerre contre les Parthes grâce à l'influence de l'impératrice Plotine. En 116, Trajan le fait légat en Syrie et, toujours sous l'influence de Plotine, le fait nommer consul ordinaire pour l'année 118. Hadrien semble alors le mieux placé pour être adopté par l'empereur. Ses ennemis font alors circuler des rumeurs selon lesquelles il profiterait de sa position à la cour pour séduire les jeunes favoris de l'empereur.

## Règne

L'Empire sous le règne d'Hadrien.

### Consolidation du trône
Hadrien apprend la mort de Trajan le 12 août 117. Il est aussitôt acclamé par les troupes comme imperator. Pour autant, sa position est délicate : Trajan n'a pas voulu désigner officiellement de successeur, et il semble que son adoption soit une affirmation de Plotine. Sa première décision est de retirer les armées des nouvelles provinces, Mésopotamie, Assyrie et Grande Arménie. Il retire également son gouvernement de Judée à Lusius Quietus, à qui Trajan avait témoigné sa faveur sur ses dernières années. Le Sénat accepte l'avènement d'Hadrien et le date du 11 août 117. Les généraux Cornelius Palma, Lusius Quietus, Publilius Celsus et Avidius Nigrinus, qui ont conduit Trajan à la victoire pendant son règne et qui pouvaient entrer en concurrence avec Hadrien, sont englobés dans un douteux complot « des quatre consulaires » et sommairement exécutés en 117 ou en 118 sur l'ordre du Sénat.
Hadrien se rend en Dacie que les Roxolans viennent d'envahir et au début de l'année 118, il les bat et fait de leur roi un allié.
Parallèlement, il efface la dette fiscale des Romains et va jusqu'à faire brûler les registres des impôts[réf. nécessaire]. Mais il s'agit en fait de s'attirer la sympathie de la population afin d'asseoir son pouvoir.

### L'arrêt de la politique de conquêtes

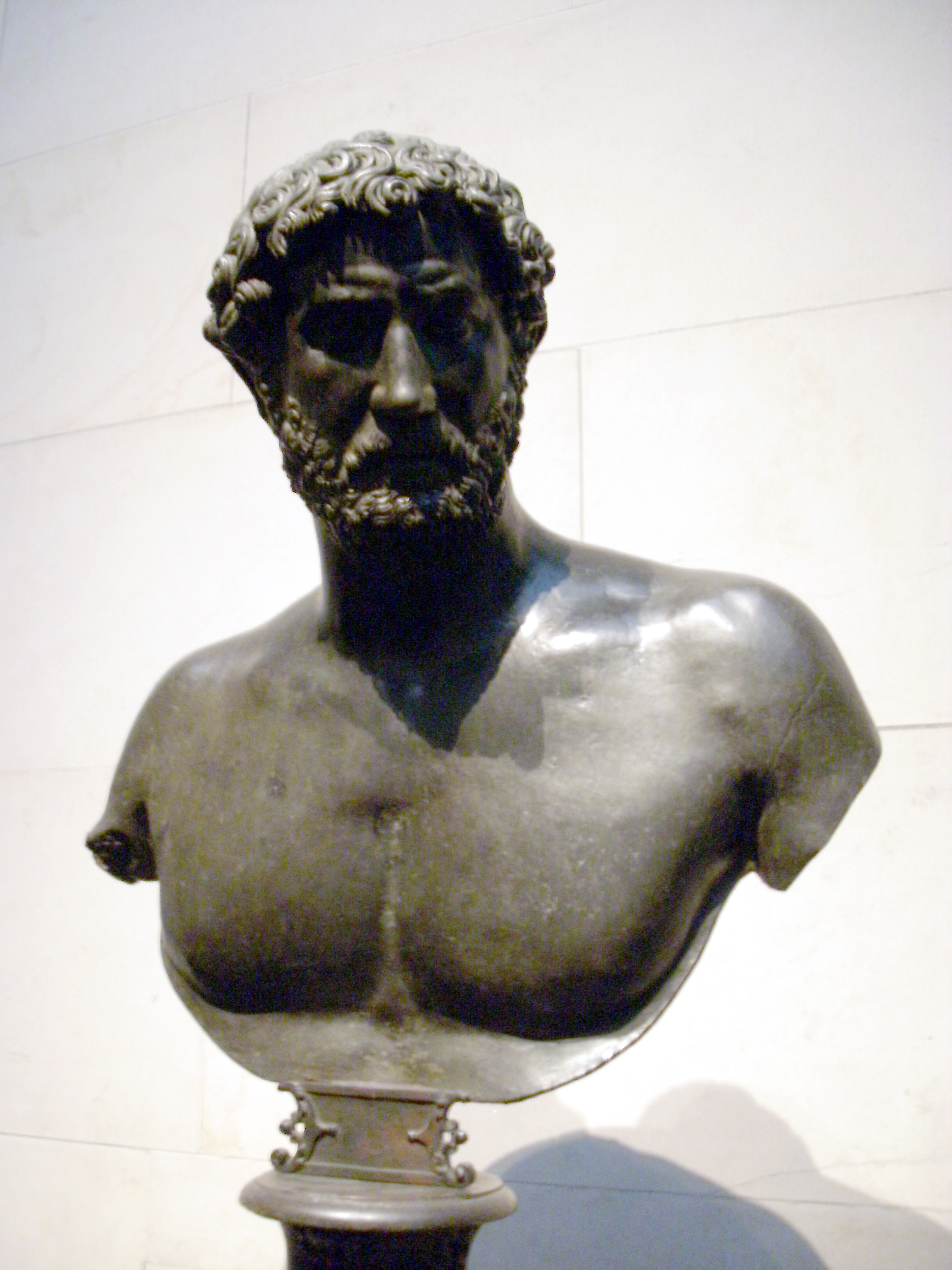
Hadrien, buste par Lodovico Lombardo v. 1550, à la National Gallery of Art.

Quand Hadrien devient empereur, l'Empire romain se trouve à son apogée territorial. Il s'étend de l'Écosse au Sahara, des Carpates à la Cyrénaïque, de la mer Noire au Soudan. Hadrien, peu soucieux de gloire militaire, met fin à la politique d'expansion de son prédécesseur. Il renonce à l'Arménie, à la Mésopotamie et à l'Assyrie et fait la paix avec les Parthes. La nouvelle frontière orientale de l'Empire devient l'Euphrate, consolidé par le limes.
Hadrien s'attache à pacifier et à organiser l'Empire tout en consolidant les frontières — il est le premier empereur à organiser fixement le limes, et à appliquer une politique strictement défensive. Durant l'été 122, il visite la Bretagne. Les légions romaines avaient subi de lourdes défaites lors d'une révolte au début du règne d'Hadrien. L'empereur adopte une solution radicale. Il fait construire une muraille de défense, le mur d'Hadrien, au nord de la Bretagne, pour séparer les Romains des barbares. Celle-ci mesure 120 km de long et relie l'embouchure de la Tyne au Solway. Elle est flanquée de 300 tours et protégée par dix-sept camps retranchés. En Germanie, les champs Décumates sont garantis aussi par un limes qui court de Mayence à Ratisbonne. Les ruines de ce gigantesque ouvrage s'appellent le mur du Diable, Teufelsmauer. Tout le long du Danube s'élèvent des forteresses et des retranchements. Pour défendre l'Empire, le recrutement régional devient la règle pour les légions, tandis que les contingents de troupes auxiliaires sont souvent constituées d'effectifs barbares combattant avec leurs armes et sous les ordres de leurs chefs (archers palmyréens, cavaliers maures, numeri bretons ou germains).

### Un empereur voyageur et constructeur

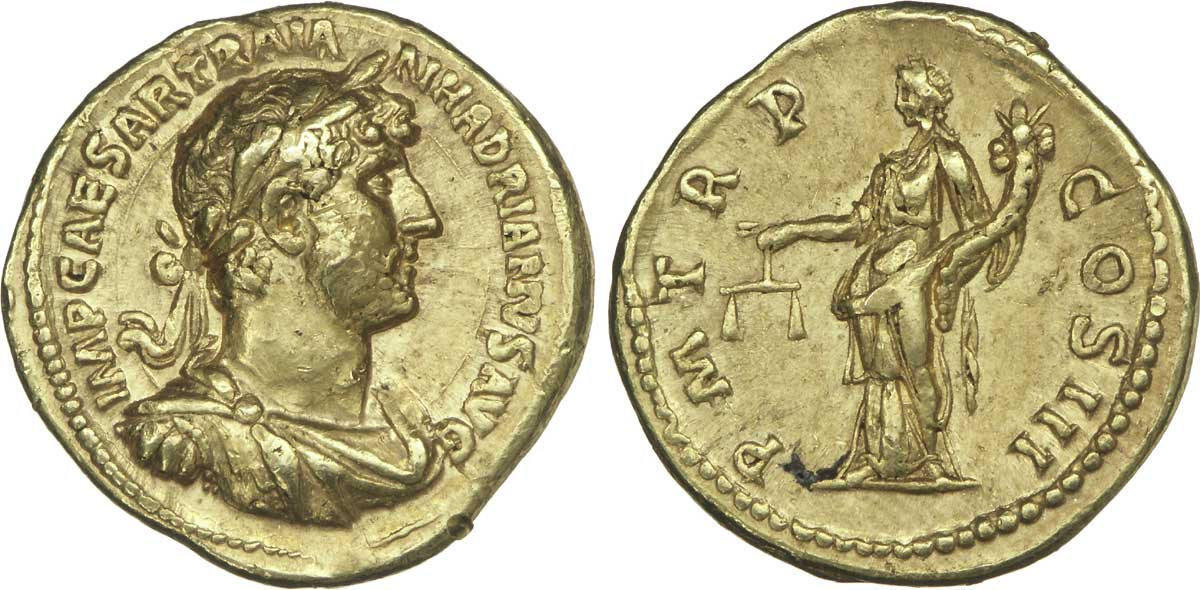
Aureus à l'effigie d'Hadrien. Date : 123. Description revers : Æquitas ou Moneta (l’Équité ou la Monnaie) drapée debout à gauche, tenant une balance de la main droite et une corne d’abondance de la gauche.

Hadrien souhaite réorganiser l'Empire. Pour cela, il sillonne pendant plus de dix ans les provinces de l'Empire. Il se comporte en despote éclairé et gouverne de manière autoritaire. Il accélère le processus d'intégration des provinces à l'Empire. Il intègre le statut de municipe romain aux cités. Les habitants des cités accèdent ainsi à la citoyenneté romaine. Les élites provinciales accèdent au Sénat et à l'ordre équestre.
Hadrien parcourt presque tout l'Empire pendant des années. La chronologie de ces voyages est difficile à établir, car elle n'apparaît pas dans l'Histoire Auguste. Les fragments de Dion Cassius, d'Arrien, les inscriptions et des monnaies apportent des indications complémentaires. Les principaux déplacements ont lieu de 121 à 125, en 128 en Sicile et en Afrique romaine et de 129 à 133.
De 121 à 125, Hadrien visite les frontières du Rhin, séjourne à Lugdunum (Lyon) durant l'hiver 121-122, passe en Bretagne jusqu'au mur d'Hadrien. Il revient à Nîmes et hiverne à Tarragone. Il est ensuite dans les provinces d'Asie, puis à Athènes. On lui a attribué à Lyon la construction de l'aqueduc du Gier et la restauration du théâtre et de l'amphithéâtre, paternités toutefois remises en cause par l'archéologie lyonnaise,. À Nîmes, il fait construire une basilique en l'honneur de l'impératrice Plotine qui l'avait aidé à accéder au trône.
De 129 à 133, Hadrien repart à Athènes et en Asie, et descend au sud jusqu'en Égypte. Il fait retour par la Syrie, hiverne à Athènes en 131-132 et dirige la guerre en Judée de 133 à 134. Il revient à Rome fin 134 par le front danubien. À Athènes, cité dont il est archonte, il embellit l'agora et la bibliothèque et achève l'édification de l'Olympiéion. Il fait d'Athènes le centre intellectuel des élites d'Orient. En Égypte, il accorde aux Romains installés dans le pays le droit d'épouser des indigènes et fait venir des colons de Ptolémaïs, une autre cité grecque d'Égypte. Il fait construire une nouvelle route pour traverser le désert de l'Est, d'Antinoupolis à Béréniké.
Il réorganise l'exploitation des mines pour en augmenter les revenus.
Il tente une réforme juridique de l’Italie, avec l’instauration des quatre juges consulaires chargé chacun d'un secteur géographique,. Peu appréciés des cités italiennes qui y voient un assujettissement, ils sont supprimés par Antonin le Pieux qui les remplace par les juridici.

### La réorganisation administrative de l'Empire
Hadrien réforme l'administration et le droit romain. Lors de ses voyages, il rend la justice sur place, réforme la fiscalité, épure l'administration et confie aux chevaliers les « bureaux », naguère tenus par les affranchis qui sont maintenant cantonnés dans les postes subalternes. Vers 131, il réorganise aussi le conseil privé qui assistait l'empereur, le consilium principis, en le composant surtout de jurisconsultes. Il renforce ainsi l’administration centrale, dont les postes sont confiés à des chevaliers selon une hiérarchie très stricte. Le Sénat est écarté des affaires. Hadrien revient à la politique monarchiste et centralisatrice de Claude et de Domitien. L’ordre équestre, doté d’un statut complet, est érigé définitivement en second ordre de l’État. L’Italie est divisée en districts judiciaires administrés par des consulaires, coup porté aux privilèges traditionnels du Sénat. La création par Hadrien d’emplois subalternes recrutés parmi l’ordre équestre dans tous les services dirigés par de hauts dignitaires sénatoriaux permet un contrôle rigoureux des recettes fiscales (fonctionnaires chargés de contrôler le recensement). Auparavant, c’étaient les hauts fonctionnaires eux-mêmes qui désignaient leurs subordonnés. Désormais, ils dépendent directement de l’empereur. Hadrien crée aussi un véritable "cursus" équestre. De nombreux provinciaux peuvent accéder à des postes importants et les fonctionnaires équestres les plus compétents se voient ouvrir la carrière sénatoriale (Pertinax, homme de basse naissance, accède à l’Empire à la mort de Commode après une brillante carrière).
En 131, l'édit perpétuel de Salvius Julianus codifie et met à jour le droit romain pour les fonctionnaires et les juges. Les colons des domaines impériaux sont protégés. Des mesures incitatives sont prises pour favoriser l'exploitation des terres incultes. L'empereur cherche à créer une classe de petits possessores, aux droits et aux devoirs bien définis, qui seraient protégés des abus des procurateurs et des gérants.

### Le maintien de l'ordre à l'intérieur de l'Empire

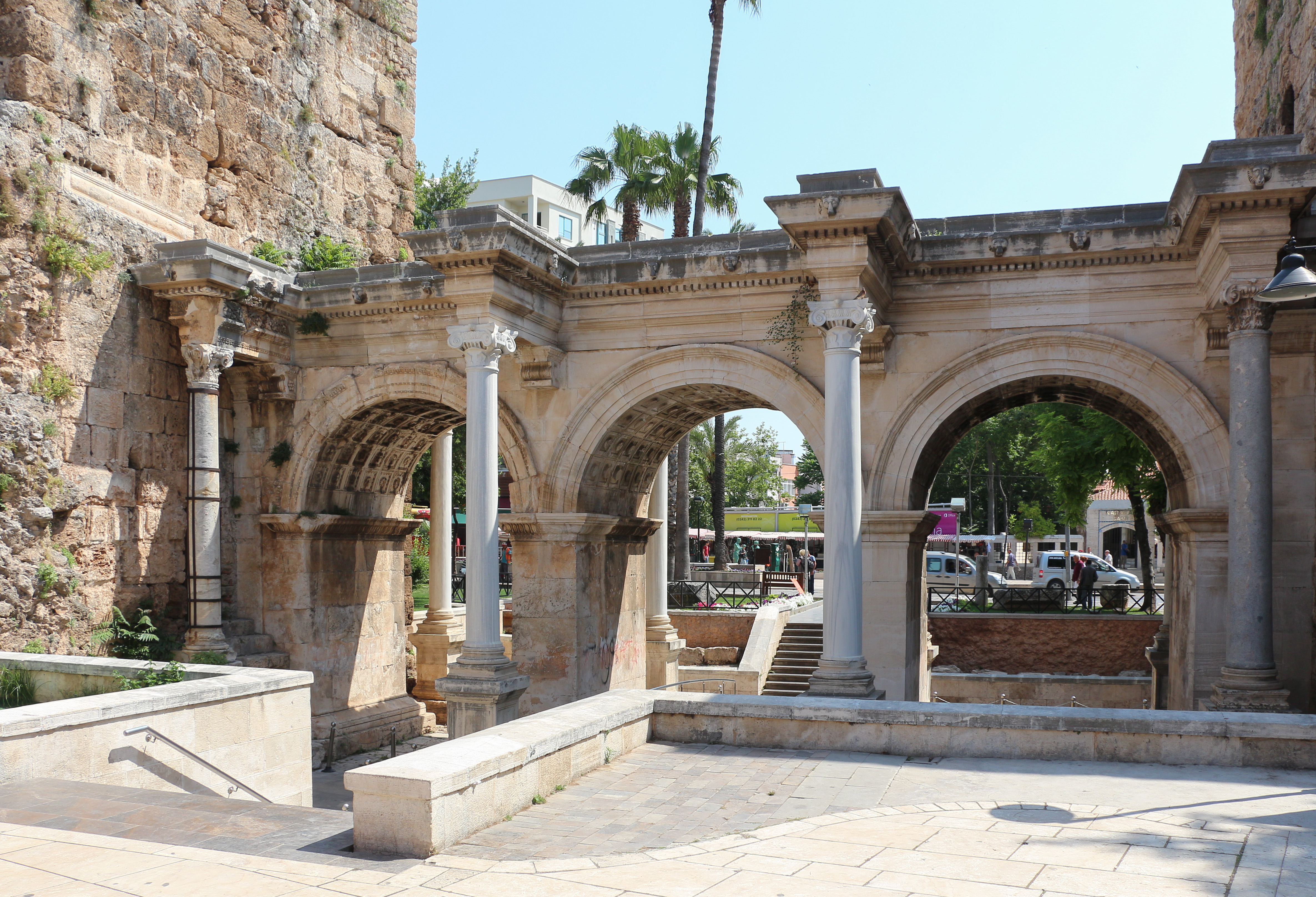
Porte d'Hadrien à Antalya, Turquie.

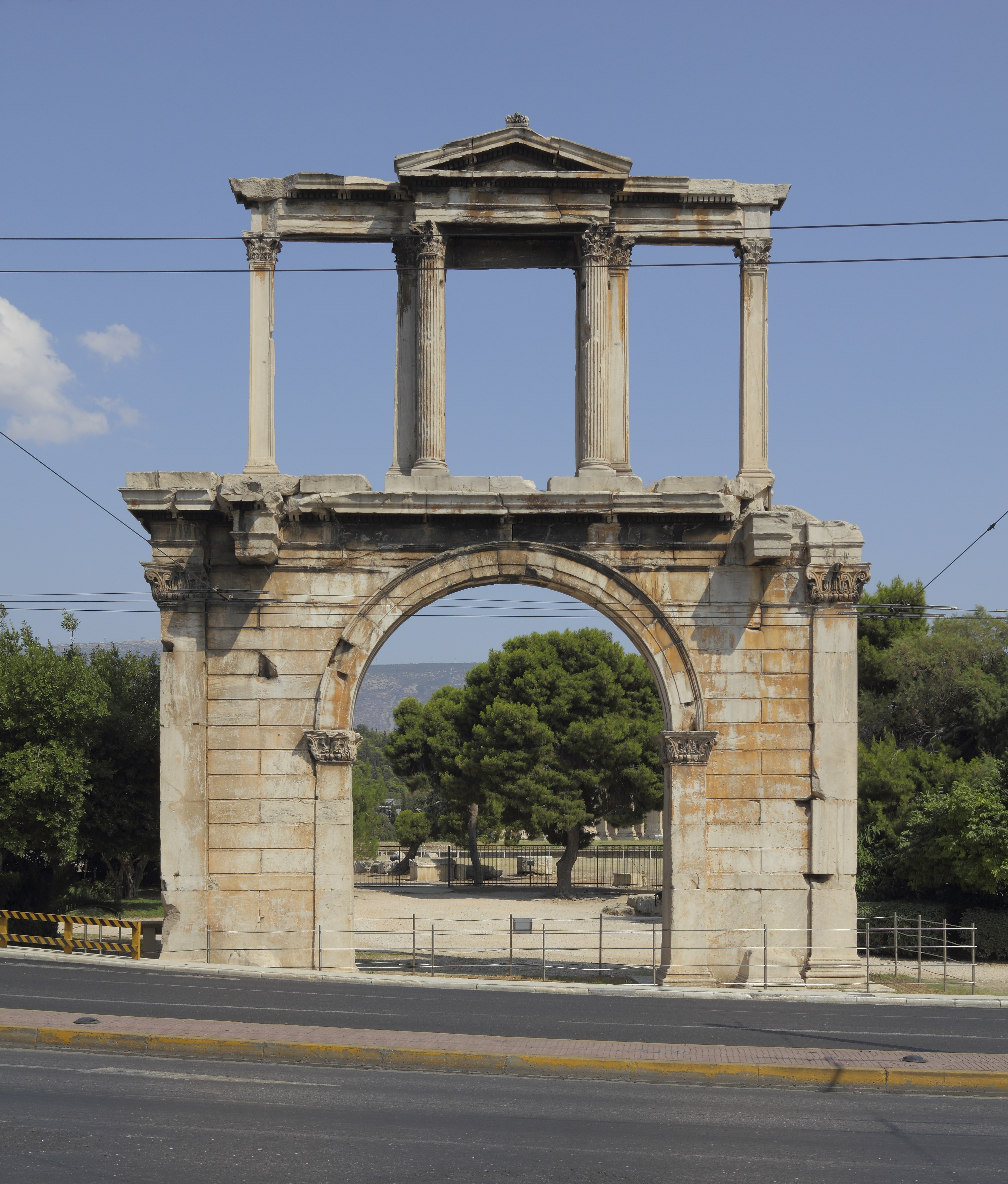
Porte d'Hadrien à Athènes.

En tant que garant de l'ordre de l'Empire, il n'hésite pas à réprimer avec dureté les révoltes de ses sujets, en Bretagne, en Maurétanie et en Judée entre 132 et 135, avec la révolte de Bar-Kokhba. Selon une brève mention de l'Histoire Auguste, elle aurait pour cause l'interdiction de la circoncision, édit dont la réalité est confirmée par son abrogation par son successeur, Antonin le Pieux. Selon Dion Cassius, elle est provoquée par la décision d'Hadrien, alors qu'il séjournait dans la région entre 128 et 132, de fonder la colonie Ælia Capitolina sur une partie du site de la ville et de rebâtir sur l'emplacement du Temple de Jérusalem un temple dédié à Jupiter. Ceci provoque la fureur des Juifs. Les pertes romaines sont si importantes que l'empereur renonce au triomphe après la victoire. Cependant, malgré les pertes, Hadrien finit par détruire la ville fortifiée de Bétar qui est le refuge de Bar-Kokhba et massacre sa population juive. Par la suite, les Juifs sont dispersés et interdits de séjour à Jérusalem, mesure qu'Antonin adoucit en autorisant les visites individuelles. La Judée est réunie à la province romaine de Syrie pour former celle de Syrie-Palestine, avec deux légions à demeure, dont une séjournant à Jérusalem. Les responsables du judaïsme se regroupent en Galilée.

## Un empereur amoureux des lettres et des arts
De formation intellectuelle romaine, Hadrien est un homme raffiné attiré par les lettres grecques. Il est même surnommé græculus (le petit Grec). Amoureux du monde hellénique, il tente de restaurer la religion grecque en restreignant les cultes orientaux. Hadrien reçoit l'initiation aux mystères d'Éleusis en 124. Il offre à Athènes une véritable renaissance grâce à un programme prestigieux de constructions comme l'achèvement de l'Olympiéion, la construction d'une « ville d'Hadrien » qu'un arc sépare de la « ville de Thésée », nouveaux édifices (portiques de l'Agora romaine, bibliothèque) et de nombreux dons. Il crée le Panhellénion, une ligue qui réunit les cités de la Grèce d'autrefois et qui a son siège à Athènes.
En Égypte, l'empereur essaie de faire revivre l'héritage hellénistique plus que les traditions proprement égyptiennes. Il rend officiellement un culte à la statue chantante de Memnon, qui se dresse encore sur la rive gauche du Nil mais en fait une manifestation de la culture grecque et de la souveraineté romaine. Cette statue porte des poèmes célébrant l'empereur et l'impératrice Sabine. Hadrien construit une ville nouvelle, Antinooupolis (Antinoé), fondée au bord du Nil où s'est noyé son cher Antinoos, et il lui donne une constitution à l'imitation de celle de Naucratis. Il fréquente la bibliothèque d'Alexandrie, restaure les collections et visite le musée.
Ses voyages lui permettent d'observer une grande variété de formes architecturales, surtout en Orient, dont il s'inspire pour ses projets. Il lance de grands travaux, d'abord en collaboration avec le grand architecte Apollodore de Damas, avant de se brouiller avec lui, de l'exiler et de le faire exécuter, selon Dion Cassius. Parmi ses réalisations, citons à Rome même, le temple de Vénus et de Rome, commencé en 121, selon un modèle hellénistique, le Panthéon en 125, qu'il fait entièrement reconstruire, grande innovation architecturale, le mausolée, sur le modèle de celui d'Auguste, aujourd'hui le château Saint-Ange, et la villa d'Hadrien dont le plan est en partie dû à l'empereur.

## Vie amoureuse

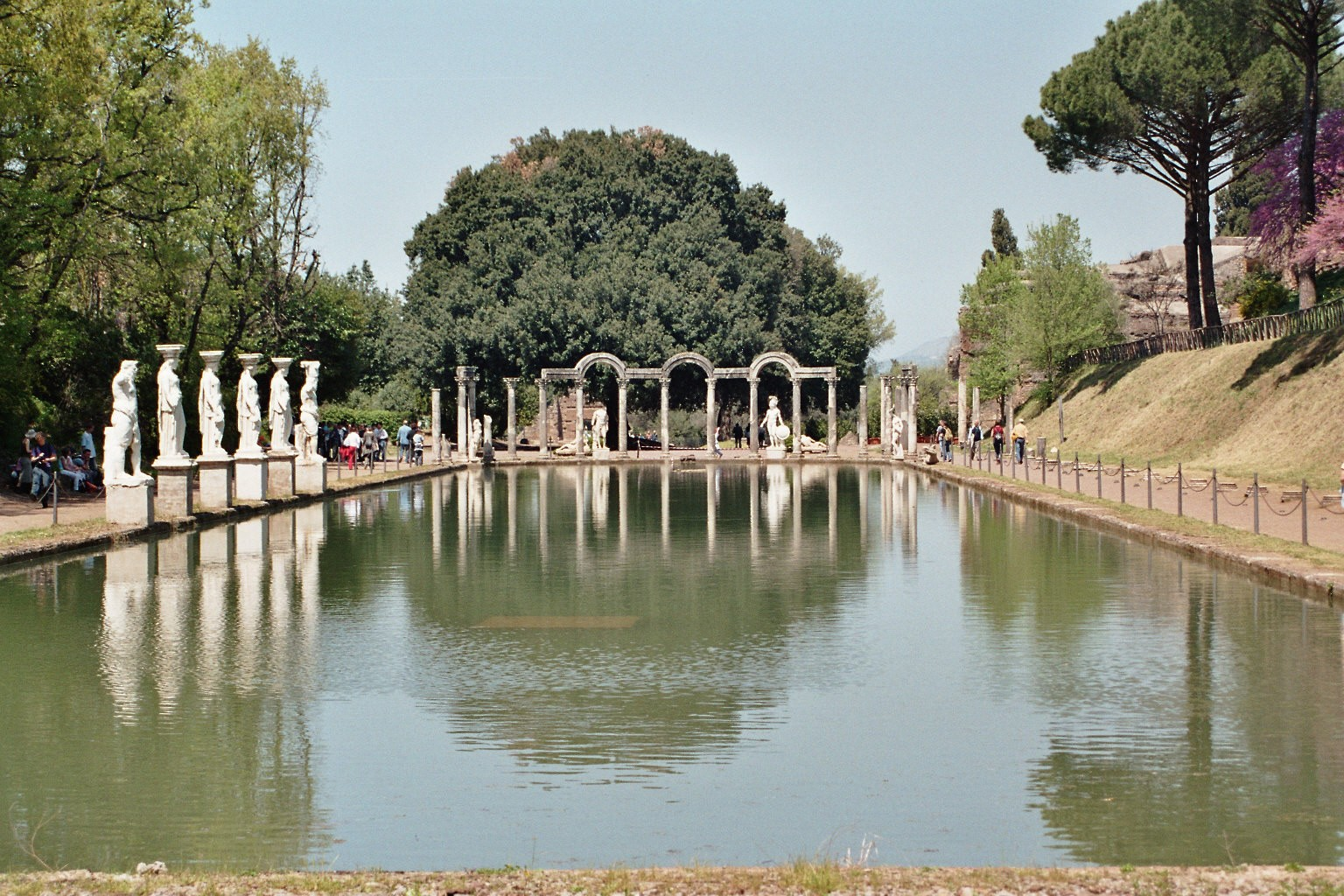
Villa Adriana.

Selon l'Histoire Auguste, Hadrien manifeste un fort penchant pour les jeunes hommes. Il entretient d'ailleurs une relation pédérastique : son amour pour Antinoüs (ou Antinoos), un jeune homme originaire de Bithynie, est célèbre. Mais en 130, Antinoüs se noie dans le Nil dans des conditions mystérieuses. Hadrien le fait représenter de nombreuses fois en statues, dont certaines nous sont parvenues et nous permettent de donner un visage au célèbre Bithynien. En 130, il fonde aussi, en son honneur, la cité d'Antinoé en Égypte. Cette relation a servi d'argument à ses ennemis. L'historien Sextus Aurelius Victor (mort après 390) écrit dans son Livre des Césars, chapitre XIV, près de 250 ans après, alors que les relations entre hommes et éphèbes sont tombées en disgrâce : « On le (Hadrien) vit enfin rechercher, avec une scrupuleuse sollicitude, tous les raffinements du luxe et de la volupté. Dès lors mille bruits coururent à sa honte : on l'accusa d'avoir flétri l'honneur de jeunes garçons, d'avoir brûlé pour Antinoüs d'une passion contre nature : c'était là, disait-on, le seul motif pour lequel il avait donné le nom de cet adolescent à une ville qu'il avait fondée ; c'était pour cette raison qu'il avait élevé des statues à ce favori ».

## Fin de vie et succession

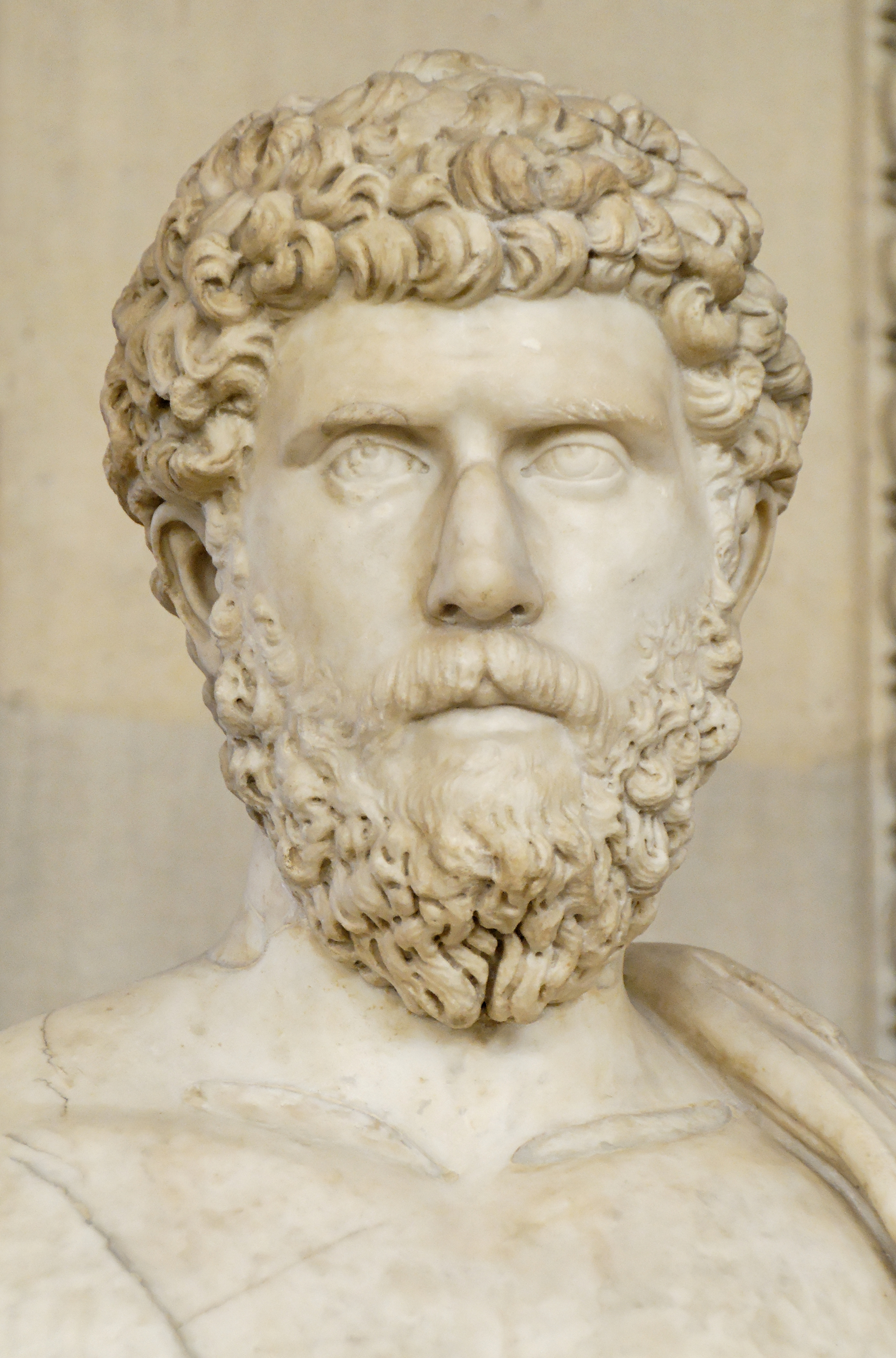
Lucius Ælius Cæsar, vers 136 apr. J.-C., musée du Louvre.

Les biographes ne mentionnent plus de voyages au-delà de 134, Hadrien séjourne dans son immense villa de Tibur. Sa santé se dégrade pendant les trois dernières années de sa vie. Il souffre d'hémorragies nasales et d'hydropisie, les épanchements de liquide enflent son corps, causés par l'athrosclérose. Les douleurs qu'il éprouve sont si intenses qu'il demande à plusieurs reprises à son entourage qu'on mette fin à ses jours, en vain. La souffrance le rend hypocondriaque et cruel.
Marié à Sabine, il n'en eut pas d'enfant et adopta en décembre 136 Lucius Ceionius Commodus, qui reçut alors le nom de Lucius Ælius Verus avec le titre de César. Ce fut un choix de successeur curieux : Lucius avait 35 ans et, avec une carrière uniquement civile et une santé délicate, ne semblait pas être le plus capable. L'historien Jérôme Carcopino émit même l'hypothèse que Lucius était un fils naturel d'Hadrien. Pour imposer Lucius, Hadrien distribue plus de trois cents millions de sesterces aux soldats et au peuple et fait exécuter son propre petit-neveu Cnæus Pedanius Fuscus, qui aurait fait un successeur plus légitime. Mais Lucius, maladif, meurt subitement le 1er janvier 138.

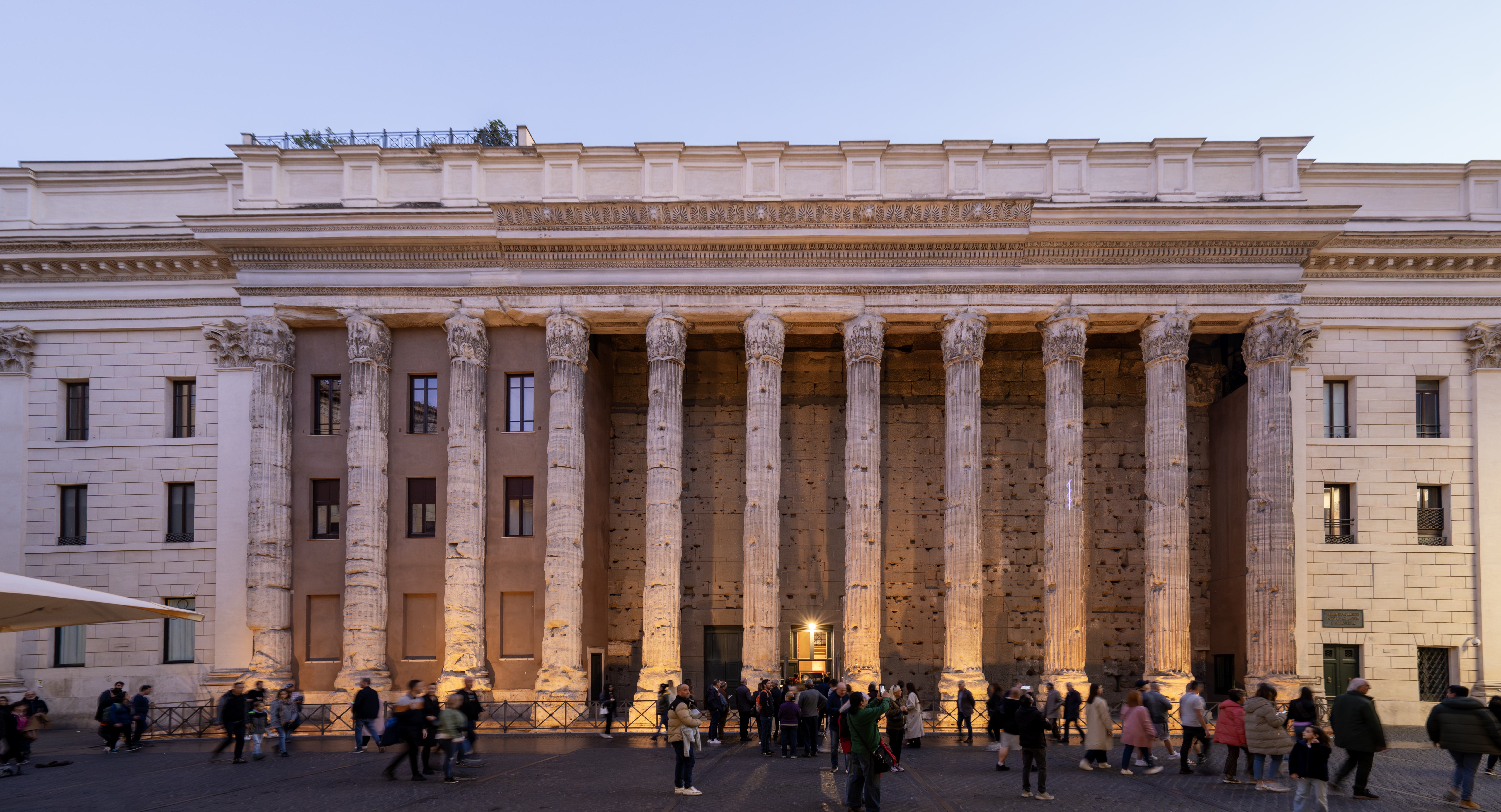
Vestiges du temple d'Hadrien, Rome.

L'adopté final fut donc Aurelius Antoninus (plus connu sous le nom d'Antonin le Pieux), qu'Hadrien avait remarqué en 130 pour sa sage administration de la province d'Asie. Il fut à son tour forcé d'adopter le futur Marc Aurèle et le fils du défunt Lucius Ælius : Lucius Aurelius Verus. Hadrien prépara donc deux générations d'empereurs. Des oppositions se formèrent, contre lesquelles Hadrien réagit brutalement, faisant exécuter plusieurs sénateurs, dont le vieux Servianus.
Hadrien meurt le 10 juillet 138 à 62 ans, dans la station thermale de Baïes. Ses cendres furent placées dans le mausolée qu'il s'était fait bâtir à Rome. Son successeur Antonin le Pieux dut négocier pendant six mois avec le Sénat pour obtenir qu'Hadrien reçoive l'apothéose, tant ses rapports avec les sénateurs étaient devenus exécrables. Antonin lui fit dédier un temple sur le Champ de Mars et créa un groupe de prêtres, les Hadrianales, pour son culte. Comme hommage supplémentaire, il lui fit décerner un bouclier honorifique.

## Hadrien et la littérature
L’Abrégé d'Eutrope présente Hadrien comme « très éloquent en latin, très érudit en grec », ce que détaille l'Histoire Auguste : Hadrien aurait rédigé son autobiographie, dont il ne reste pas trace, donnait des avis sur les auteurs anciens et contemporains de tous ordres, dictait lui-même ses discours et aimait déclamer les exercices rhétoriques.
De la poésie d'Hadrien, ne nous sont parvenus que quelques vers, en grec et en latin, parmi lesquels sa propre épitaphe, citée par l'Histoire Auguste :

« Animula vagula blandula

Hospes comesque corporis

Quæ nunc abibis in loca

Pallidula rigida nudula

Nec ut soles dabis iocos »

Qui peuvent être traduits ainsi :

« Âmelette vaguelette, calinette,

Hôtesse et compagne de mon corps,

Qui maintenant t'en vas vers des lieux

Livides, glacés et dénudés,

Tu ne lanceras plus tes habituelles plaisanteries. »

— trad. André Chastagnol.
Marguerite Yourcenar a écrit une autobiographie fictive de l'empereur romain intitulée Mémoires d'Hadrien, dans laquelle elle reprend ce poème en exergue de son roman.

## Noms et titres

### Noms successifs
- 76, naît : PVBLIVS•AELIVS•HADRIANVS
- 9 août 117, adoption par Trajan : CAESAR•TRAIANVS•HADRIANUS
- 11 août 117, acclamé par ses troupes Imperator : IMPERATOR•CAESAR•TRAIANVS•HADRIANVS•AVGVSTVS

### Titres et magistratures
- Consul suffect en 108
- Consul ordinaire en 118 et 119
- Il est salué Imperator en 117 et en 135.
- Pontifex maximus en 117
- Pater patriæ qu'à partir de 128

À sa mort, il est IMPERATOR•CÆSAR•TRAIANVS•HADRIANVS•AVGVSTVS, PONTIFEX•MAXIMVS, TRIBVNICIÆ•POTESTATIS•XXII, IMPERATOR•II, CONSVL•III, PATER•PATRIÆ. Il a été divinisé par le Sénat, à la suite de l'insistance de son successeur Antonin.

## Titulature et idéologie impériale
Comme ses prédécesseurs, Hadrien rejette les honneurs excessifs. À son avènement, il porte les titres d'IMPERATOR•CÆSAR•TRAIANVS•HADRIANVS•AVGVSTVS.
Comme tous les Antonins, Hadrien honore Jupiter Capitolin comme dieu suprême. Mais Athènes l'appelle officiellement Zeus olympios, ou, en pays grec, panhellenios accompagné de la Tyché (la Fortune) protectrice. Pendant son règne, la divinisation de l'empereur vivant progresse encore en Orient. Sabine, l'épouse d'Hadrien, qui meurt avant lui, est elle aussi divinisée. L'idéologie impériale revêt des aspects plus philosophiques. L'empereur doit sa réussite à son mérite (virtus) et à la protection divine.

## Dans la culture
- Marguerite Yourcenar, Mémoires d'Hadrien, Paris, Éditions Plon, 1951.
- Joël Schmidt, Hadrien, Paris, Perrin, 2014.
- L'opéra Adrien d'Étienne Nicolas Méhul, composé en 1791-1792, n'est finalement créé qu'en 1799 à l'Opéra de Paris après qu'on en a jugé le livret en désaccord avec les idées révolutionnaires.